# Redouane Guemri
Mohamed Redouane Guemri (arabe : محمد رضوان غمري), né le 8 janvier 1953 à Oran, est un joueur de football international algérien, qui évoluait au poste d'attaquant.

## Biographie

### Carrière en club
Il joue en faveur de l'ASM Oran.

### Carrière en sélection
Il joue dix sept matchs plus cinq d'applications en équipe d'Algérie entre 1976 et 1982, inscrivant trois buts.
Il participe avec l'équipe d'Algérie à la Coupe d'Afrique des nations 1980 organisée au Nigeria. L'Algérie atteint la finale de cette compétition, en étant battue par le pays hôte. Il participe aussi avec la sélection aux Jeux Olympiques 1980 à Moscou.

## Palmarès
| ASM Oran - Championnat d'Algérie - Meilleur buteur : 1978-79 (11 buts). - Coupe d'Algérie - Finaliste : 1980-81 et 1982-83. |  | Algérie - Coupe d'Afrique des nations - Finaliste : 1980. - Jeux africains - Vainqueur : 1978 |